# مرغ بهشت راجیانا
پرنده بهشتی راجیانا (به انگلیسی: Raggiana Bird-of-paradise) پرنده‌ای بزرگ است که در جنوب و شمال شرقی گینه‌ی نو وجود دارد.این پرنده با نام Count Raggi's Bird-of-paradise نیز شناخته می‌شود و یکی از پرنده های ملی پاپوآ گینه نو به شمار می‌آید و در پرچم پاپوآ گینه نو نیز از شکل این پرنده استفاده شده است.این پرنده به طول ۳۴ سانتی متر است،برنگ خرمایی، قهوه ای با لایحه ای مایل به خاکستری، آبی.